# Serge Maury
Serge Maury est un navigateur français né le 24 juillet 1946 à Bordeaux qui fut à de nombreuses reprises médaillé lors des épreuves mondiales et continentales de sa spécialité, le Finn.

## Palmarès

### Jeux Olympiques
- Médaille d'or en 1972 en classe Finn

### Championnats du monde
- Médaille d'or en 1973 en classe Finn
- Médaille de bronze en 1971 en classe Finn

### Championnats d'Europe
- Médaille d'or en 1975 en classe Finn
- Médaille d'or en 1976 en classe Finn

### Championnats de France
- Champion de France en classe Finn de 1969 à 1974